# Radagaisus

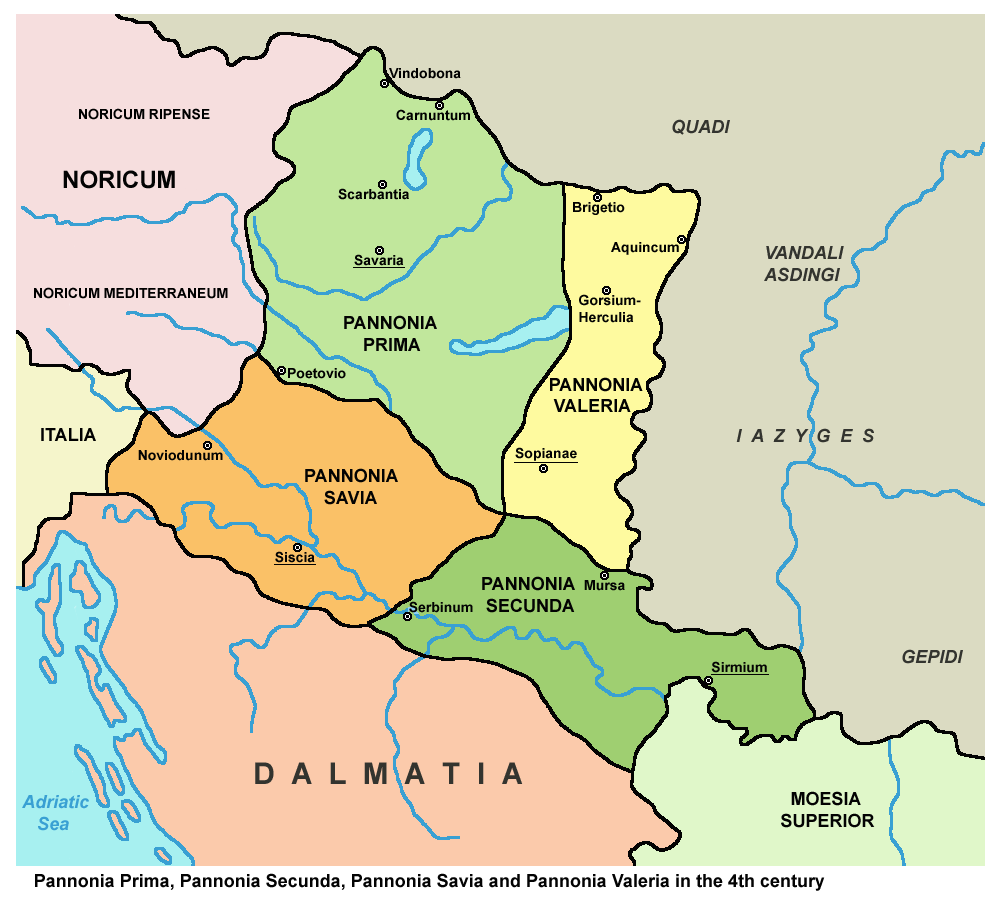
Provinserna Pannonia och Noricum var de första, som blev angripna å goterne.

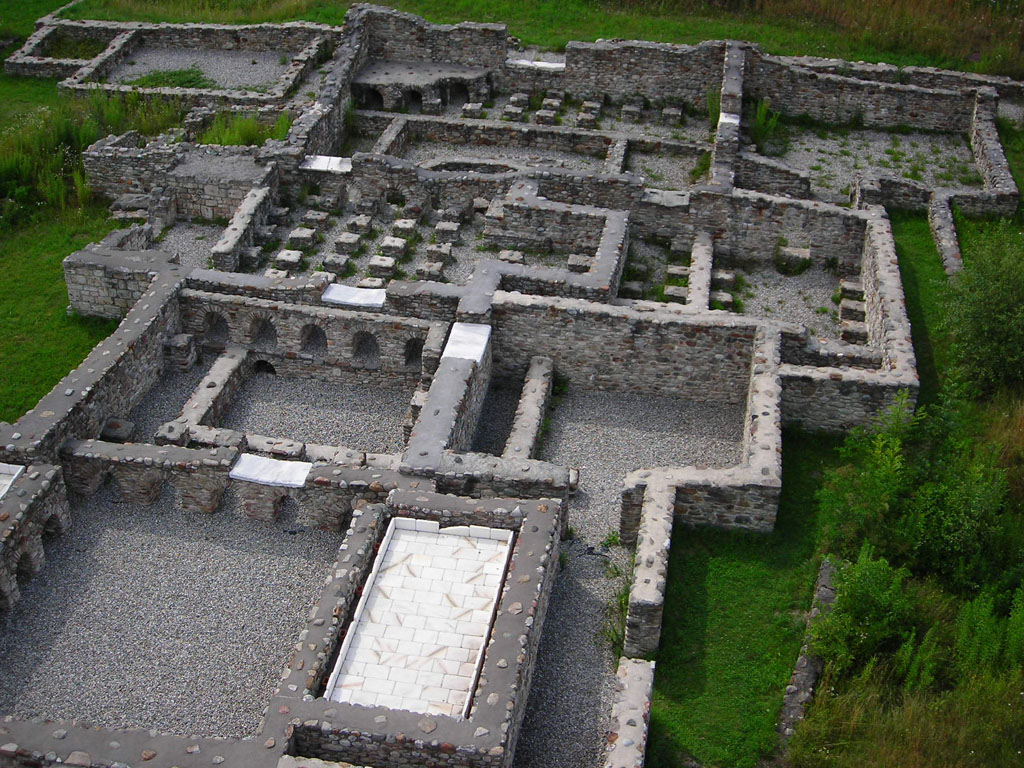
Resterna av det romerska badet i staden Aguntum, som blev nedbränd av goterna.

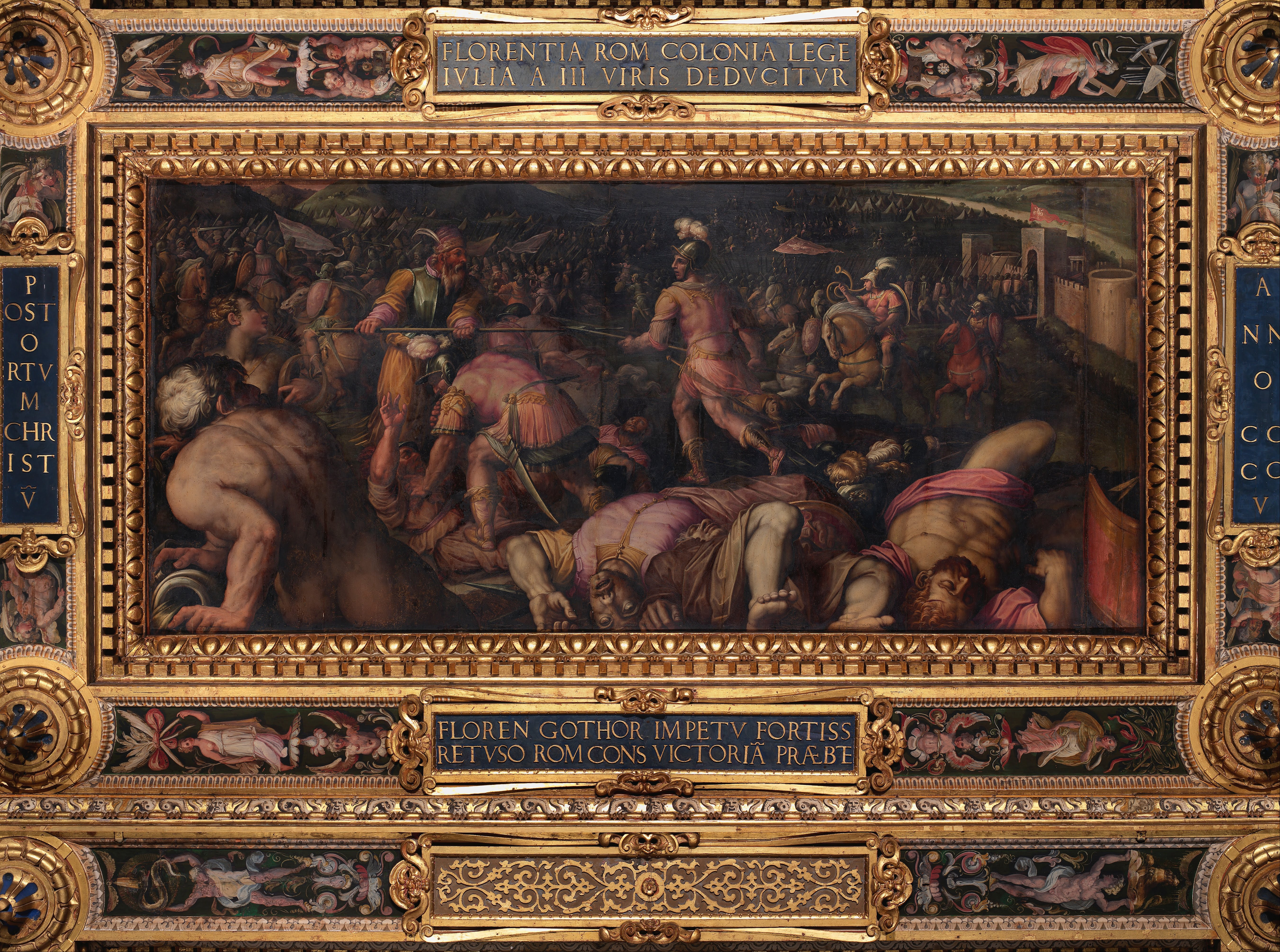
I takmålningen i Palazzo Vecchio i Florens indgår denna bild - målad 1563-1565 - där Giorgio Vasari har föreställt sig Radagaisus sidsta kamp vid Fiesole.

Radagaisus, död 23 augusti 406, var en gotisk kung som ledde en invasion av det västromerska riket i slutet av 405 och fram till augusti 406.  Invasionen spred skräck, först i provinserna i dagens Ungern och Österrike, och sedan i norra Italien. Efter att goterna hade varit i Italien i sex månader samlade den romerska befälhavaren Stilicho tillräckligt med trupper för att starta en motattack. Goterna var tvungna att överge sin belägring av Florens och kort därefter fångades Radagaisus och avrättades. 

## Bakgrund
Goterna var uppdelade i många grupperingar. Peter Heather nämner 12 olika grupper och goterna var spridda över ett stort område norr om Donau och norr om Svarta havet. De östligaste av goterna kom under hårt tryck från hunnerna redan under fjärde århundradet, och 376 och 386 fick några stora grupper av goter bosätta sig i det romerska riket. Från år 400 finns det rapporter om hunner omedelbart norr om Donaus utlopp i Svarta havet, och under de följande åren ökade trycket på de folk som bodde norr om floden, och därmed norr om gränsen till de två romerska imperierna.  Det finns inget källmaterial som förklarar varför gruppen som styrdes av Radagaisus startade sin folkförflyttning 405, men trycket från hunnerna anses vara den avgörande orsaken. 

## Invasionen
Baserat på invasionens rutt tror man att goterna kom från stäppregionen norr och öster om Donau i dagens Ungern. Staden Flavia Solva, nära dagens Wagna i södra Steiermark, jämnades nästan med marken och återhämtade sig aldrig. Längre fram brändes Aguntum nära dagens Lienz i Tyrolen ner. Invasionsarmén beräknas ha omfattat cirka 20 000 krigare, och tillsammans med kvinnor, barn och äldre har det varit upp till 100 000 människor.  Förutom de fysiska resultaten av arméns handlingar kan man också följa dess rutt i form av myntfynd, där dateringen av de dolda mynten matchar invasionen. Slutligen har även traditioner bevarats, till exempel om invånarna i Scarbantia (dagens Sopron i Ungern) som flydde från staden på väg till Italien, men som kom ihåg att ta med sig resterna av deras helgon, Saint Quirinus of Sescia.
De romerska trupperna i gränsprovinserna kunde inte göra något mot Radagaisus invasionsarmé, och det fanns ingen fältarmé av någon betydelse i Italien, så i sex månader hade goterna fria tyglar att härja i norra Italien. 
Under tiden samlade Stilicho 30 numerii (regementen) (cirka 15 000 man) och kompletterade dem med Alaner och hjälptrupper från Hunnerna. Radagaisus hade påbörjat en belägring av Florens, men Stilichos armé anlände i tid och goterna drevs tillbaka till kullarna i Fiesole, strax norr om staden. Den samtida historikern Orosius nämner inte alls Stilichos ansträngningar. Stilichos var halvvandal och han passade inte in i bilden av de goda romarna, och Orosius har istället en berättelse om att Gud "slog Radagaisus med övernaturlig rädsla, som drev honom upp i bergen i Fiesole och trängde sina 200 000 män - och detta är det lägsta antalet som nämns - utan mat och förnödenheter på en hård och karg bergsrygg. "

## Radagaisus besegras och avrättas
Stilichos armé undsatte det belägrade Florentia när staden var nära att kapitulera. Den romerska motattacken var framgångsrik, och Radagaisus tvingades dra sig tillbaka till Fiesoles kullar, cirka 8 km bort. Radagaisus övergav sina anhängare och försökte ta sig bort, men han fångades av romarna. Peter Heather antar att Radagaisus handlingar kan ha orsakats av ett uppror inom hans styrkor. Radagaisus fördes av Stilicho till Florens och avrättades den 23 augusti 406. Stilicho gjorde en överenskommelse med några av de gotiska ledarna, vilket innebar att cirka 12 000 gotiska soldater värvades i den romerska armén.  Dessa goter anslöt sig senare till Alarik I i hans erövring av Rom 410. Några av de återstående anhängarna skingrades, medan de resterande såldes som slavar vilket förorsakade att Roms slavmarknad kollapsade. Orosius berättar, "De gotiska fångarna sägs ha varit så många att de såldes överallt i buntar som den billigaste boskapen, för en aureus styck."
De antika historikerna har inte haft lätt att skildra Radagaisus invasion. Orosius hänvisar till honom som en hednisk skytisk person "som hade svurit att offra hela den romerska rasens blod till sina gudar". En annan samtida historiker, Olympiodorus, beskrev också invasionen. Hans verk har inte bevarats, men historikern Zosimus, som cirka 90 år senare använde Olympiodorus berättelse som källa, blandade ihop de två invasionerna så att Radagaisus kom att framstå som ledare för en kolossal, multinationell invasionsarmé. I Zosimus version av berättelsen rusar Stilicho armén till Donaus motsatta strand och besegrar Radagaisus innan han ens har tid att komma in i romersk mark. Andra källor har gradvis gjort det möjligt att pussla ihop en mer exakt historia.

## Stilichos senare öde
Stilicho fick inte njuta av triumfen länge. Fyra månader senare i december korsade en ännu större styrka av germanska stammar Rhen och härjade sedan hela Gallien. Heather tror att Stilicho hade tunnat ut garnisonerna längs floden Rhen för att kunna tillhandahålla trupper mot goterna och det var omöjligt för den romerska armén att stoppa invasionen vid gränsen. Stilicho försökte utan framgång stabilisera situationen, och hans prestigeförlust var stor och han förlorade sitt inflytande vid hovet och blev avrättadad den 22 augusti 408.